# Lipkowo (Polska)
Lipkowo (niem. Lindenhof) – osada w Polsce, położona w województwie warmińsko-mazurskim, w powiecie oleckim, w gminie Olecko.
W latach 1975–1998 miejscowość należała administracyjnie do województwa suwalskiego.
Dwór w Lipkowie założyli 29 października 1706 roku wolni chłopi z Możnego, którzy otrzymali w pobliżu Wieliczek 12 włók na zagospodarowanie na prawie chełmińskim. Nabywcami i zarazem zasadźcami byli: Jan Dorsz, Ertman Dorsz, Jerzy Dorsz, Michał Drweło, Paweł Gersenberg, Michał Krak, Hans Donaika i Jan Satowski. Po 6 latach wolnych od świadczeń podatkowych, począwszy od dnia św. Trójcy w 1714 roku, mieli zapłacić rocznie od każdej włóki po 15 marek czynszu oraz uiścić inne opłaty związane z osadnictwem szkatułowym. Za terminowe opłaty odpowiedzialna była cała gromada według zasady "jeden za wszystkich, wszyscy za jednego".